# Erdbeben von Herat 2023
Die Erdbeben von Herat waren eine Erdbebenserie im Oktober 2023 in der afghanischen Provinz Herat, knapp 30 km nordwestlich der gleichnamigen Stadt, nach seiner Hauptstadt Kabul zweitgrößte Stadt des Landes. Die vier stärksten Beben erreichten eine Magnitude von 6,3 MW, zwei davon ereigneten sich am 7., das dritte am 11. und das vierte am 15. Oktober.
Bei der Bebenserie kamen 1.482 Menschen ums Leben, mehr als 2.100 wurden verletzt.

## Tektonischer Hintergrund
Erdbeben in Afghanistan entstehen aufgrund der regen und komplexen Interaktion der Arabischen, der Eurasischen und der Indischen Platte miteinander. Beben im westlichen Afghanistan sind dabei vor allem auf die im Bezug zur Eurasischen Platte nordwärts gerichteten Bewegungen der Arabischen Platte zurückzuführen. Diese Deformationszone ist von diversen geologischen Verwerfungen durchzogen. Allerdings war der Teil Afghanistans, der im Oktober 2023 erschüttert wurde, in historischer Zeit vergleichsweise selten von Erdbeben betroffen, sodass die Seismizität des Gebiets bislang erst wenig erforscht ist.

## Erdbeben
Am 7. Oktober 2023 ereigneten sich innerhalb kurzer Zeit mindestens acht Beben mit Magnituden von 4,6 bis 6,3. Das erste Beben mit der Magnitude 6,3 MW ereignete sich um 11:11 Uhr Ortszeit (UTC+4:30). Sein Epizentrum lag 37 Kilometer nordwestlich der Provinzhauptstadt Herat, sein Hypozentrum lag in 14 Kilometern Tiefe. Acht Minuten später folgte ein Beben mit Magnitude 5,4 mb, um 11:42 Uhr Ortszeit das nächste Hauptbeben mit Magnitude 6,3 MW, mit Epizentrum 38 Kilometer nordwestlich von Herat und einer Herdtiefe von 10 Kilometern. Eine halbe Stunde später folgte ein weiteres Beben mit Magnitude 5,9 MW. Das dritte Hauptbeben erschütterte am Morgen des 11. Oktober, um 05:11 Uhr Ortszeit während der andauernden Aufräumungs- und Rettungsarbeiten das Gebiet, erneut mit Magnitude 6,3 MW. Sein Epizentrum lag 27 Kilometer nordnordwestlich von Herat, seine Herdtiefe betrug 9 Kilometer. Das letzte Hauptbeben ereignete sich am 15. Oktober um 08:06 Uhr Ortszeit mit Epizentrum 30 Kilometer nordnordwestlich von Herat und einer Herdtiefe von 6,3 Kilometern. 20 Minuten später folge ein Nachbeben mit Stärke 5,4 MW.
Die maximale Intensität der vier Hauptbeben vom Oktober 2023 erreichte jeweils Stufe VIII auf der Modifizierten Mercalliskala. Ihre Herdmechanismen waren Überschiebungen an ost-west-streichenden Verwerfungen. Nahe den Epizentren der Beben vom Oktober 2023 sind zwei solcher Verwerfungen bekannt, ersten InSAR-Daten zufolge könnten sich die Beben aber auch an einer bislang unbekannten Verwerfung dazwischen ereignet haben.
| Zeitpunkt (Ortszeit)      | Magnitude | Tiefe   | Koordinaten                      | USGS-Eintrag |
| ------------------------- | --------- | ------- | -------------------------------- | ------------ |
| 07. Oktober 2023 11:11:03 | 6,3 MW    | 14,0 km | 34° 35′ 56,4″ N, 61° 55′ 51,6″ O | [ 2 ]        |
| 07. Oktober 2023 11:19:41 | 5,4 mb    | 10,3 km | 34° 31′ 1,2″ N, 61° 56′ 45,6″ O  | [ 5 ]        |
| 07. Oktober 2023 11:42:50 | 6,3 MW    | 10,0 km | 34° 34′ 19,2″ N, 61° 52′ 55,2″ O | [ 6 ]        |
| 07. Oktober 2023 12:10:29 | 5,9 MW    | 12,5 km | 34° 37′ 33,6″ N, 62° 0′ 3,6″ O   | [ 7 ]        |
| 09. Oktober 2023 18:00:46 | 5,1 MW    | 10,0 km | 34° 39′ 39,6″ N, 62° 2′ 2,4″ O   | [ 11 ]       |
| 11. Oktober 2023 05:11:56 | 6,3 MW    | 09,0 km | 34° 33′ 25,2″ N, 62° 2′ 42″ O    | [ 8 ]        |
| 11. Oktober 2023 06:22:45 | 5,0 mb    | 10,0 km | 34° 36′ 0″ N, 62° 7′ 30″ O       | [ 12 ]       |
| 15. Oktober 2023 08:06:00 | 6,3 MW    | 06,3 km | 34° 36′ 32,4″ N, 62° 6′ 43,2″ O  | [ 9 ]        |
| 15. Oktober 2023 08:26:28 | 5,4 MW    | 10,0 km | 34° 35′ 34,8″ N, 62° 8′ 52,8″ O  | [ 10 ]       |
| 28. Oktober 2023 23:57:39 | 5,0 MW    | 10,0 km | 34° 33′ 3,6″ N, 62° 5′ 38,4″ O   | [ 13 ]       |

## Opfer und Schäden
Nach Angaben der Weltgesundheitsorganisation (WHO) vom 27. Oktober wurden bei der Erdbebenserie 1.482 Todesopfer und über 2.100 Verletzte gezählt.
Zu den Opferzahlen kursierten zunächst widersprüchliche Angaben: Laut einer ersten Meldung der Taliban sollten bei den Erdbeben am 7. Oktober fast 2.500 Menschen ums Leben gekommen und über 2.000 verletzt worden sein. Am 11. Oktober revidierten sie Zahl der Todesopfer jedoch auf ungefähr 1.000; logistische Probleme und doppelte Zählungen hätten zur falschen Angabe geführt. Da sich die ersten Beben am späten Vormittag ereigneten und zu dieser Uhrzeit sich die Männer in der Region üblicherweise außer Haus, die Frauen und Kinder jedoch im Haus befinden, sind zwei Drittel der Opfer Frauen und Kinder.
Nach Angaben des Amts der Vereinten Nationen für die Koordinierung humanitärer Angelegenheiten wurden rund 10.000 Häuser zerstört, 20.400 schwer und 17.600 moderat beschädigt. Nach Angaben der Weltgesundheitsorganisation wurden 40 Gesundheitseinrichtungen beschädigt. Etwa 114.000 Menschen benötigten nach den Beben humanitäre Hilfe, fast die Hälfte davon Kinder. 176 Schulen wurden durch das Beben unbenutzbar.